# آشیکاگا، توچیگی
آشیکاگا در استان توچیگی در کشور ژاپن  واقع شده است  که دارای جمعیت ۱۵۷٬۷۹۳ نفر و مساحت ۱۷۷٫۸۲ کیلومتر مربع با تراکم جمعیت ۸۸۷  نفر در کیلومترمربع است و در تاریخ ۱ ژانویه ۱۹۲۱ به عنوان شهر شناخته شد.